# Jürgen Wolfart
Jürgen Wolfart (* 15. Juni 1945 in Tübingen) ist ein deutscher Mathematiker, der sich mit Zahlentheorie und Funktionentheorie befasst.
Jürgen Wolfart studierte Mathematik und Physik an der Universität Hamburg und an der Albert-Ludwigs-Universität Freiburg, an der er 1972 bei Helmut Klingen  promoviert wurde (Automorphe Abbildungen zu pseudokonkaven Kurven). 1976 habilitierte er sich in Freiburg. Er ist seit 1979 Professor an der Goethe-Universität Frankfurt am Main. Dort war er 1986/87 Dekan des Fachbereichs Mathematik und ab 2001 Studiendekan. Seit 2010 ist er Seniorprofessor.
Er befasst sich mit zahlentheoretischen und funktionentheoretischen Problemen im Rahmen der Wirkung diskontinuierlicher Gruppen, zum Beispiel bei der Uniformisierung algebraischer Kurven über die Wirkung von Dreiecksgruppen auf Riemannschen Flächen (die zur Kurve gehörige Riemannsche Fläche hat eine Parkettierung in Schwarz-Dreiecke, die aus der Reflexion an deren Rändern entsteht mit diskreten Untergruppen von Gruppen von Isometrien der oberen komplexen Halbebene, der Fuchsschen Gruppen) und Kinderzeichnungen (Dessins d'Enfants,  nach Alexander Grothendieck) auf Riemannschen Flächen, das sind bipartite Graphen auf kompakten orientierbaren Flächen, die wegen des Satzes von Bely (siehe Gennadi Wladimirowitsch Bely) von Bedeutung für über Zahlkörpern definierbare Kurven sind. Das liefert dann ein geometrisches Modell für das Studium der Wirkung der absoluten Galoisgruppe des Zahlkörpers.

## Schriften (Auswahl)
- Einführung in die Zahlentheorie und Algebra, Vieweg + Teubner, 1996, 2. Auflage 2011, ISBN 978-3-8348-1461-6
- mit Gareth A. Jones: Dessins d'Enfants on Riemann Surfaces, Springer Monographs in Mathematics, Springer 2016, ISBN 978-3-319-24709-0